# Manchester Arndale

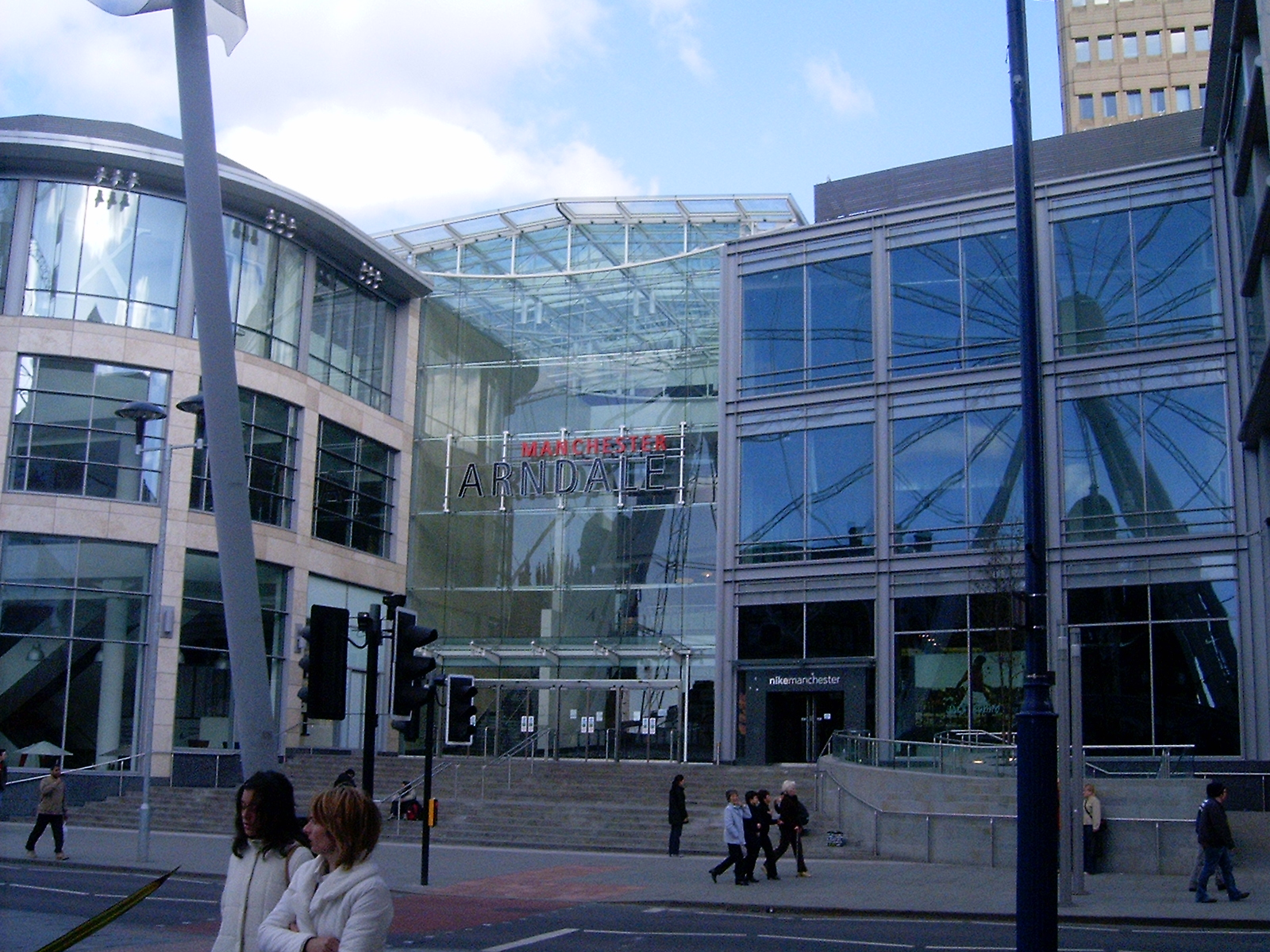
Manchester Arndale

Manchester Arndale (communément appelé The Arndale Centre ou juste The Arndale) est un grand centre commercial de Manchester, en Angleterre. Il est construit dans les années 1970 alors que d'autres villes majeures du pays bâtissent d'importants centres. Manchester Arndale est le plus grand de la chaîne des Arndale Centre construits à travers le Royaume-Uni entre les années 1960 et 1970. Il est bâti entre 1972 et 1979 pour un coût de 100 millions de livres sterling.
Le centre est restructuré après l'attentat revendiqué par l'IRA de 1996. Il dispose maintenant un espace de vente de 139 000 m² (sans prendre en compte les magasins Selfridges et Marks & Spencer qui lui sont reliés par un pont), ce qui en fait le plus grand centre commercial d'Europe.
Le 11 octobre 2019, une attaque terroriste a lieu dans le centre commercial et fait 4 blessés.